# Bent Conradi
Bent Conradi (født 30. august 1932, død 14. august 2024) var en dansk skuespiller og instruktør, som bl.a. har optrådt på Aarhus Teater, Odense Teater, Folketeatret, Det Danske Teater, Café Teatret, Mungo Park og Aalborg Teater samt Fiolteateret, der var avantgarde-teater, som aktivt tog del i fagforbundenes og venstrefløjens politiske liv. I tv har han medvirket i serierne En by i provinsen, Kald mig Liva, Rejseholdet, Edderkoppen og i julekalenderen Gufol Mysteriet. Conradi har medvirket i Helsingør-Revyen, Limfjordsrevyen, Sønderjyllandsrevyen, Bageriet og Anemoneteatret.
Bent Conradi stiftede Kirkelig Scene og Teatret Tidens Tand.
Han var i en årrække gift med skuespillerinden Birgit Conradi.

## Film og TV-serier
- Det stod i avisen - 1962
- Måske i morgen - 1964
- Fem mand og Rosa – 1964
- Min søsters børn vælter byen – 1968
- Kære Irene – 1971
- Den stjålne brud - 1974
- John, Alice, Peter, Susanne og lille Verner - 1976
- En by i provinsen - 1977-1980
- Vores år - 1980
- Danmark er lukket – 1980
- Krigsdøtre - 1981
- Rejseholdet - 1983-1985
- Anthonsen - 1984
- Koks i kulissen – 1983
- Nissebanden - 1984
- Gufol mysteriet - 1997
- Den blå munk – 1998
- Edderkoppen - 2000
- Rejseholdet - 2000 - 2004
- Slim Slam Slum – 2002
- Charlie Butterfly 2002
- Manden bag døren - 2003
- Tempelriddernes skat – 2006
- Vejen tilbage - 2008